# 銀泉郡
銀泉郡（ウンチョンぐん）は朝鮮民主主義人民共和国黄海南道に属する郡。
銀川郡の文字が宛てられることもある。

## 地理
北は大同江河口部の黄海に面している。西に殷栗郡、南に安岳郡と隣接し、東に黄海北道黄州郡と向かい合う。

## 行政区画
1邑・22里を管轄する。
| - 銀泉邑（ウンチョヌプ） - 南山里（ナムサンニ） - 南海里（ナメリ） - 徳陽里（トギャンニ） - 徳泉里（トクチョンニ） - 東倉里（トンチャンニ） - 両潭里（リャンダムニ） - 馬頭里（マドゥリ） - 玫花里（メファリ） - 卜頭里（ポクトゥリ） - 三山里（サムサンニ） - 松峯里（ソンボンニ） | - 新倉里（シンチャンニ） - 安里（アルリ） - 陽地里（ヤンジリ） - 恩恵里（ウネリ） - 貞洞里（チョンドンニ） - 猪島里（チェドリ） - 青代里（チョンデリ） - 草郊里（チョギョリ） - 椒井里（チョジョンニ） - 鶴月里（ハグォルリ） - 鶴泉里（ハクチョンニ） |

## 歴史
日本の植民地時代には黄海道安岳郡の一部であった。1952年に銀紅面、大杏面、西河面、安谷面、龍門面などの面が安岳郡から分離して銀泉郡となった。2002年末現在、1邑22里から構成されている。

### 年表
この節の出典
- 1952年12月 - 郡面里統廃合により、黄海道安岳郡銀紅面・大杏面・西河面・安谷面・龍門面をもって、銀泉郡を設置。銀泉郡に以下の邑・里が成立。(1邑19里)
  - 銀泉邑・草郊里・新倉里・徳陽里・松峯里・猪島里・南山里・三山里・両潭里・馬頭里・卜頭里・徳泉里・椒井里・済梁里・安里・鶴泉里・鶴月里・玫花里・東倉里・貞洞里
- 1954年10月 - 黄海道の分割により、黄海南道銀泉郡となる。(1邑19里)
  - 黄海南道安岳郡金岡里の一部が玫花里に編入。
- 1986年12月 - 済梁里が恩恵里に改称。(1邑19里)
- 1991年5月 (1邑22里)
  - 椒井里・鶴月里・安里の各一部(新しく開墾された干拓地)が合併し、青代里が発足。
  - 卜頭里の一部(新しく開墾された干拓地)が分立し、陽地里が発足。
  - 両潭里・猪島里の各一部(新しく開墾された干拓地)が合併し、南海里が発足。